# Kuta Buluh (Bambel)
Kuta Buluh is een bestuurslaag in het regentschap Aceh Tenggara van de provincie Atjeh, Indonesië. Kuta Buluh telt 144 inwoners (volkstelling 2010).